# 王納諫 (萬曆丁未進士)
王納諫（1579年—1619年），字聖俞，號觀濤，直隸揚州府江都縣（今江蘇省江都區）人，明朝政治人物。

## 生平
萬曆三十一年（1603年）应天乡试解元，萬曆三十五年（1607年）丁未科進士，任行人司行人，出使榮藩，不受餽贈。因病辭歸，二年後再次出任吏部主事，四十六年升吏部稽勋司员外郎，后再因病辭職，不久去世。

## 著作
著有《會心言》《初日齋集》。

## 家族
曾祖王成。祖父王欽，永嘉县典史。父王思恤。母尹氏。慈侍下。弟納言。
子王玉藻，崇祯癸未進士。